# Пайва, Элсио де
Э́лсио де Па́йва (порт.-браз. Hélcio de Paiva; 2 октября 1902, Мимозу-ду-Сул — 31 августа 1970, Барбасена) — бразильский футболист, защитник.

## Карьера
Элсио родился в муниципалитете Мимозу-ду-Сул в семье Линколна Рибейро Пайвы и Марии де Консейсан Ресенде де Пайвы. Он провёл свои детские годы в Фазенде-да-Серра. Там же он начал играть в футбол, которым развлекались голландцы, изучавшие возможность добычи торфа в Сан-Жозе-дас-Торрес.
В начале 1920-х годов Элсио переехал в Рио-де-Жанейро, чтобы работать продавцом. В 1923 году он начал играть за местный клуб «Мангуэйра», а в следующем году перешёл в состав «Фламенго». Элсио дебютировал в составе «Фламенго» 9 июня 1924 года в матче с «Вила Новой» в котором его команда победила 4:0. Годом позже его команда победила в чемпионате штата, а в 1927 году повторила этот успех. Защитник играл за клуб 8 лет, проведя 141 матч (73 победы, 21 ничья и 47 поражений) и забил 6 голов. Последнюю игру в составе «Менго» Элсио провёл 27 сентября 1931 года с «Флуминенсе»; его команда проиграла матч со счётом 1:2. Завершить карьеру в этой команде защитника вынудил наступления эпохи профессионализма в бразильском футболе. Он вернулся на родину и стал выступать за местный клуб «Мимозенсе», где провёл два сезона.
Элсио погиб в автоаварии в 1970 году около Барбасены, когда его автомобиль «Volkswagen» перевернулся. На следующий день он был похоронен на кладбище Бонфин в Минас-Жерайс.

## Статистика

### Клубная статистика
| 1924 | Фламенго | 8  | 0 |
| 1925 | Фламенго | 25 | 0 |
| 1926 | Фламенго | 24 | 2 |
| 1927 | Фламенго | 17 | 0 |
| 1928 | Фламенго | 28 | 0 |
| 1929 | Фламенго | 16 | 2 |
| 1930 | Фламенго | 16 | 2 |
| 1931 | Фламенго | 7  | 0 |

### Международная статистика
| Матчи Элсио за сборную Бразилии | Матчи Элсио за сборную Бразилии | Матчи Элсио за сборную Бразилии | Матчи Элсио за сборную Бразилии | Матчи Элсио за сборную Бразилии | Матчи Элсио за сборную Бразилии | Матчи Элсио за сборную Бразилии |
| ------------------------------- | ------------------------------- | ------------------------------- | ------------------------------- | ------------------------------- | ------------------------------- | ------------------------------- |
| №                               | Дата                            | Место проведения                | Оппонент                        | Счёт                            | Голы                            | Турнир                          |
| 1                               | 13 декабря 1925                 | Буэнос-Айрес                    | Аргентина                       | 1:4                             | —                               | Чемпионат Южной Америки         |
| 2                               | 17 декабря 1925                 | Буэнос-Айрес                    | Парагвай                        | 3:1                             | —                               | Чемпионат Южной Америки         |
| 3                               | 20 декабря 1925                 | Росарио                         | Ньюэллс Олд Бойз                | 2:2                             | —                               | Товарищеский матч               |
| 4                               | 25 декабря 1925                 | Буэнос-Айрес                    | Аргентина                       | 2:2                             | —                               | Чемпионат Южной Америки         |
| 5                               | 24 июня 1925                    | Рио-де-Жанейро                  | Мотеруэлл                       | 5:0                             | —                               | Товарищеский матч               |

## Достижения
- Чемпион штата Рио-де-Жанейро: 1925, 1927